# Dean Zanuck
Dean Zanuck (Los Angeles, 11 de agosto de 1972) é um executivo e produtor cinematográfico estadunidense. Ele é filho Richard D. Zanuck (1934–2012), e neto de Darryl F. Zanuck fundador da 20th Century Fox.

## Filmografia

### Como produtor executivo
- Impacto Profundo (produtor executivo, 1998).
- Planeta dos Macacos (produtor executivo, 2001).
- Peixe Grande e suas Histórias Maravilhosas, (produtor executivo, 2003).
- A Fantástica Fábrica de Chocolate (produtor executivo, 2005).
- Sweeney Todd: O Barbeiro Demoníaco da Rua Fleet (produtor executivo, 2007).
- Sim Senhor (produtor executivo, 2008).

### Como produtor
- Reino de Fogo (co-produtor, 2002).
- Estrada para Perdição (produtor, 2002).
- Dead Lawyers (telefilme, produtor executivo, 2004).
- Segredos de um Funeral (produtor, 2009).
- Tontine (produtor, 2010).
- O Teorema Zero (produtor, 2013).
- Voice from the Stone (produtor, 2015)